# Martin (Slowakije)
Martin (Duits: Turz-Sankt Martin) is een stad in Slowakije, aan de voet van de Kleine Fatra. Ze ligt in de kraj (provincie) Žilina en is hoofdstad van de okres (district) Martin, afgekort MT. De stad heeft een kleine 60.000 inwoners en is genoemd naar Sint-Maarten; tot 1950 heette ze Turčiansky Svätý Martin. Martin herbergt verscheidene nationale musea.

## Geschiedenis
Martin werd voor het eerst genoemd in 1284, als Villa Sancti Martini; het was toen eigendom van de Hongaarse koning. Mede door natuurgeweld en pest-epidemieën groeide de stad maar matig. In de negentiende eeuw werd de stad echter het centrum van het Slowaakse nationalisme. Ook baseerde men de Slowaakse taal op het dialect van deze stad. Door de centrale positie die Martin in die tijd kreeg groeide de stad zeer snel.
In de Tweede Wereldoorlog is hier hevig gevochten tussen de Duitsers en het Rode Leger, waardoor de stad grotendeels verwoest raakte en relatief weinig monumenten bezit. Ze werd na 1945 dan ook in socialistische stijl herbouwd. Ook groeide Martin uit tot een echte industriestad. De grootste werkgever werd een tankfabriek, die tanks leverde voor het gehele Warschaupact en werk bood aan 15.000 mensen. Na de Fluwelen Revolutie van 1989 besloot Václav Havel de productie van wapens in heel Tsjecho-Slowakije te staken, waardoor Martin met een grote werkloosheid te kampen kreeg. Deze werd enigszins gelenigd door de vestiging van een Kia-autofabriek en zal door de voorgenomen vestiging van een andere autofabriek nog meer opgelost worden. Deze auto-industrie maakt gebruik van de dankzij de oude tankindustrie aanwezige expertise. Ook is men begonnen in de binnenstad de socialistische bouwwerken door meer aanzienlijke bouw te vervangen.

## Partnersteden
- Hoogeveen (Nederland)

## Geboren

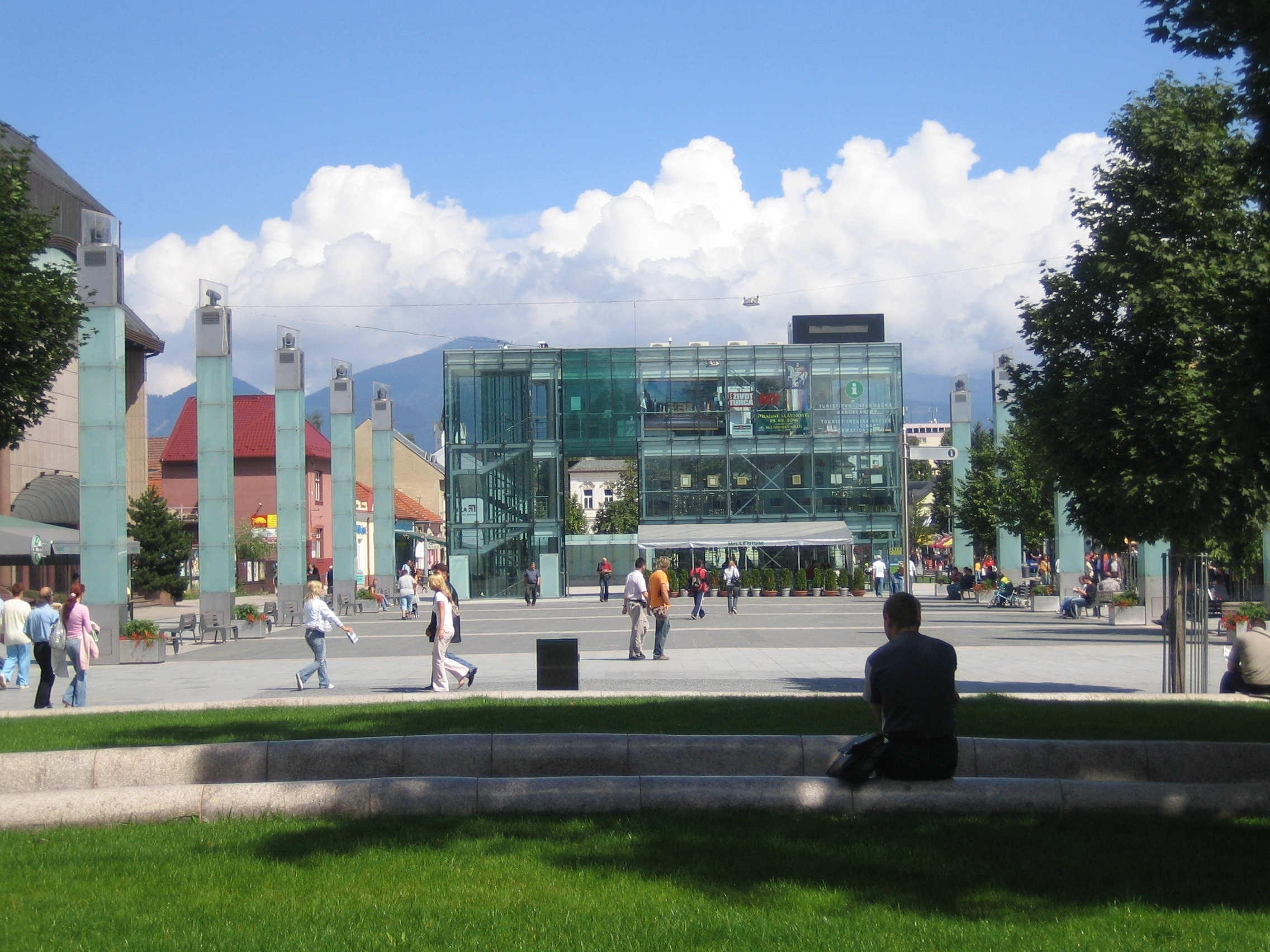
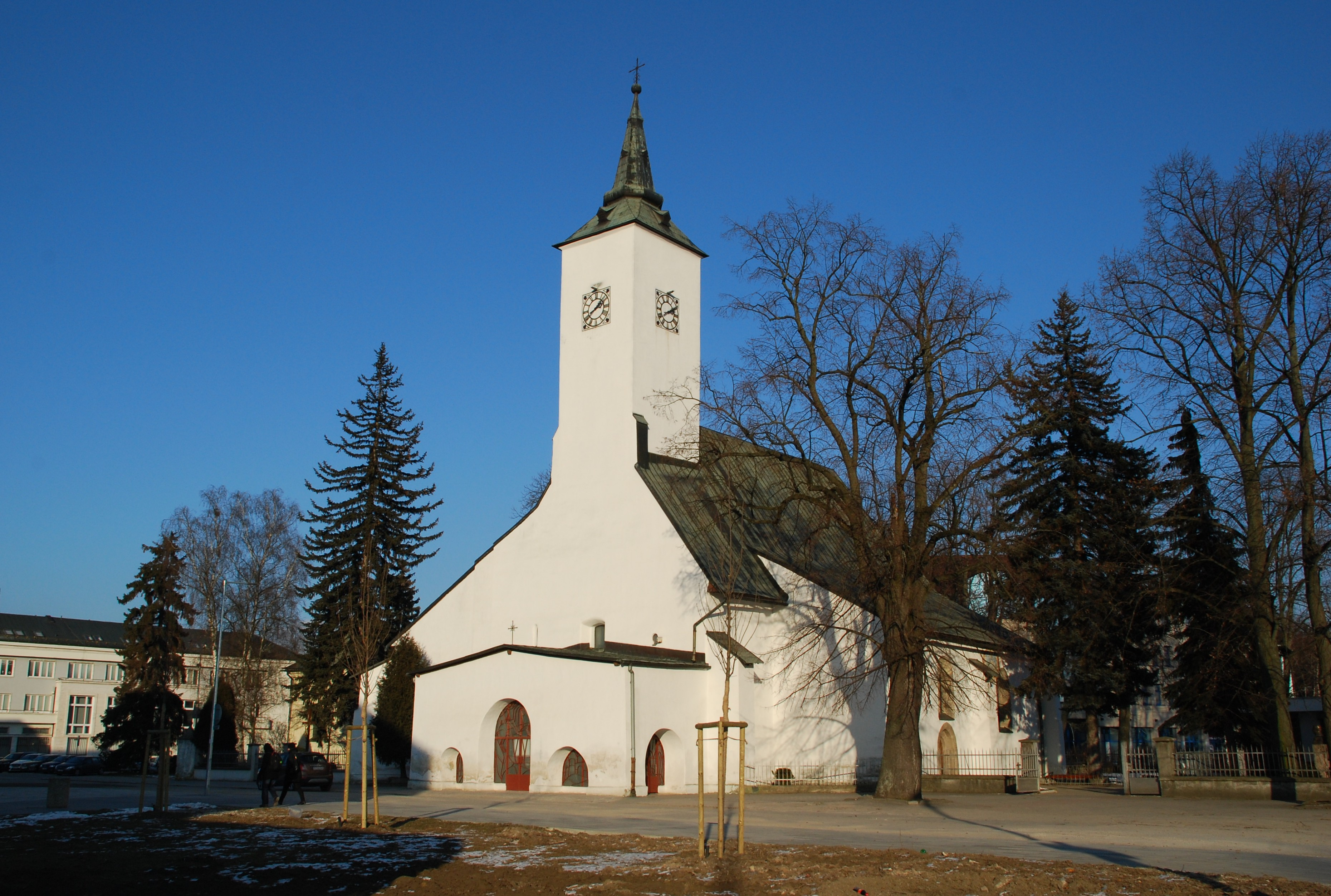

- Lucia Klocová (1983), atlete

Banská Bystrica · Bardejov · Bratislava · Humenné · Komárno · Košice · Levice · Liptovský Mikuláš · Martin · Michalovce · Nitra · Nové Zámky · Poprad · Považská Bystrica · Prešov · Prievidza · Ružomberok · Spišská Nová Ves · Trenčín · Trnava · Žilina · Zvolen